# Тридцать семь и два по утрам
«Тридцать семь и два по утрам» (фр. 37°2 le matin) — кинофильм 1986 года, снятый французским режиссёром Жан-Жаком Бенексом по роману Филиппа Джиана. Номинировался на кинопремию «Оскар» в 1987 году. Фильм относят к направлению Cinéma du Look.

## Сюжет
Зорг — разнорабочий, который обслуживает бунгало во Франции. Он живёт тихо-мирно, старательно работая и пописывая в свободное время. Однажды в его жизнь входит Бетти, молодая женщина, столь же прекрасная, сколь дикая и непредсказуемая. После конфликта с начальником Зорга они уходят, и Бетти устраивается на работу в ресторан. Она убеждает Зорга опубликовать одну из его книг. Получен отказ, который приводит Бетти в ярость. Зорг видит, как его любимая женщина постепенно впадает в безумие. Выдержит ли его любовь самое худшее?

## В ролях
- Жан-Юг Англад — Зорг
- Беатрис Даль — Бетти
- Жерар Дармон — Эдди
- Консуэло Де Авиланд — Лиза
- Клементин Селарье — Анни
- Жак Мато — Боб
- Венсан Линдон — Ришар, молодой полицейский
- Рауль Бийре — старый полицейский
- Филипп Лоденбак — редактор
- Доминик Пинон — дилер (сцены в режиссерской версии)
- Клод Офор — доктор
- Доминик Беснеар — клиент пиццерии
- Катрин Д'Ат — клиент пиццерии
- Клод Конфортес — владелец бунгало
- Франк-Оливье Бонне — сотрудник охранной компании
- Бернадетт Палас — мама маленького мальчика, похищенного Бетти
- Луи Белланти — Марио

## Награды и номинации
| Награды и номинации                        | Награды и номинации               | Награды и номинации | Награды и номинации |
| ------------------------------------------ | --------------------------------- | ------------------- | ------------------- |
| «Оскар»-1987                               | Лучший фильм на иностранном языке |                     | Номинация           |
| «Золотой глобус»-1987                      | Лучший фильм на иностранном языке |                     | Номинация           |
| BAFTA-1987                                 | Лучший фильм на иностранном языке | Жан-Жак Бенекс      | Номинация           |
| «Сезар»-1987                               | лучший фильм                      | реж. Жан-Жак Бенекс | Номинация           |
| «Сезар»-1987                               | Лучший режиссёр                   | Жан-Жак Бенекс      | Номинация           |
| «Сезар»-1987                               | Лучший актёр                      | Жан-Юг Англад       | Номинация           |
| «Сезар»-1987                               | Лучшая актриса                    | Беатрис Даль        | Номинация           |
| «Сезар»-1987                               | Лучший актёр второго плана        | Жерар Дармон        | Номинация           |
| «Сезар»-1987                               | Лучшая актриса второго плана      | Клементин Селарье   | Номинация           |
| «Сезар»-1987                               | Лучшая музыка к фильму            | Габриэль Яред       | Номинация           |
| «Сезар»-1987                               | Лучший монтаж                     | Моник Прим          | Номинация           |
| «Сезар»-1987                               | Лучший постер                     | Кристиан Блондель   | Победа              |
| Монреальский кинофестиваль-1986            | Grand Prix des Amériques          | Жан-Жак Бенекс      | Победа              |
| Монреальский кинофестиваль-1986            | Most Popular Film of the Festival | Жан-Жак Бенекс      | Победа              |
| Награды Общества кинокритиков Бостона-1987 | Лучший фильм на иностранном языке |                     | Победа              |
| Международный кинофестиваль в Сиэтле-1992  | Лучший режиссёр                   | Жан-Жак Бенекс      | Награда             |